# VisualBoyAdvance
El VisualBoyAdvance (també conegut amb el nom de VBA) és un emulador lliure distribuït sota els termes de la llicència GNU GPL. Emula videojocs per a la Game Boy, la Game Boy Color, i de Game Boy Advance, venudes per Nintendo. Des del 2006, el VisualBoyAdvance és l'emulador més popular per a Microsoft Windows, i és un dels emuladors de Game Boy més estesos.
El projecte va ser començat per Forgotten, però el va abandonar i el projecte va continuar gràcies a per un grup conegut com l'equip VBA. L'Equip de VBA està actualment sense gent i necessita contribuents. Com un resultat d'això que el projecte ha alentit dramàticament.
Des de moltes pàgines web es pot descarregar el VBA, webs com l'Emuparadise.org o el Rom Hustler hi ha la possibilitat de descàrregues amb moltíssims roms.

## Funcions
Inclou aquests funcions:
- Guardar la partida en qualsevol punt
- Suport per a joystick
- Botó d'acceleració
- Emulació de l'impersora de Game Boy
- Emula GB, SGB, GBC i GBA.
- Permet traducció
- Permet Gameshark i CodeBreaker.
- Enregistrament de so
- Suport de pantalla completa
- Captura d'imatges